# 古代アメリカ学会
古代アメリカ学会（こだいアメリカがっかい、英名 Japan Society for Studies of the Ancient America）は、南北アメリカ先史学・考古学研究の発展を目的として1996年「古代アメリカ研究会」として設立、2003年現名称に改称した学会。
事務局を神奈川県川崎市多摩区東三田2-1-1専修大学生田キャンパス10号館井上幸孝研究室内に置いている。

## 会誌
- 『古代アメリカ』